# Distrito de Dijon
El distrito de Dijon es un distrito (del francés: arrondissement) de Francia, que se localiza en el departamento de Côte-d'Or, de la región de Borgoña (del francés: Bourgogne). Su chef-lieu, y prefectura del departamento, es la ciudad de Dijon.

## Historia
Cuando se creó el departamento de Côte-d'Or el 4 de marzo de 1790, el distrito de Dijon fue uno de los distritos originales del nuevo departamento.

## Geografía
El distrito de Dijon se encuentra en el noreste del departamento y limita al norte con el departamento de Alto Marne (Champaña-Ardenas), al este con los departamentos de Alto Saona (Franco Condado) y del Jura (Franco Condado), al sur con el distrito de Beane y al oeste con el distrito de Montbard.
Tiene una superficie de 3049 km². Es el distrito más poblado del departamento con 368.677 habitantes y una densidad poblacional de 120,9 habitantes/km².

## División territorial

### Cantones
El distrito de Dijon tiene 21 cantones:
1. Cantón de Auxonne
2. Cantón de Chenôve
3. Cantón de Dijon-1
4. Cantón de Dijon-2
5. Cantón de Dijon-3
6. Cantón de Dijon-4
7. Cantón de Dijon-5
8. Cantón de Dijon-6
9. Cantón de Dijon-7
10. Cantón de Dijon-8
11. Cantón de Fontaine-Française
12. Cantón de Fontaine-lès-Dijon
13. Cantón de Genlis
14. Cantón de Gevrey-Chambertin
15. Cantón de Grancey-le-Château-Neuvelle
16. Cantón de Is-sur-Tille
17. Cantón de Mirebeau-sur-Bèze
18. Cantón de Pontailler-sur-Saône
19. Cantón de Saint-Seine-l'Abbaye
20. Cantón de Selongey
21. Cantón de Sombernon

### Comunas
| 1. Agey (21002)                                       | 2. Ahuy (21003)                       | 3. Aiserey (21005)                       | 4. Ancey (21013)                   |
| 5. Arc-sur-Tille (21021)                              | 6. Arceau (21016)                     | 7. Arcey (21018)                         | 8. Asnières-lès-Dijon (21027)      |
| 9. Athée (21028)                                      | 10. Aubigny-lès-Sombernon (21033)     | 11. Auxonne (21038)                      | 12. Avelanges (21039)              |
| 13. Avot (21041)                                      | 14. Barbirey-sur-Ouche (21045)        | 15. Barges (21048)                       | 16. Barjon (21049)                 |
| 17. Baulme-la-Roche (21051)                           | 18. Beaumont-sur-Vingeanne (21053)    | 19. Beire-le-Châtel (21056)              | 20. Beire-le-Fort (21057)          |
| 21. Bellefond (21059)                                 | 22. Belleneuve (21060)                | 23. Bessey-lès-Cîteaux (21067)           | 24. Billey (21074)                 |
| 25. Binges (21076)                                    | 26. Blagny-sur-Vingeanne (21079)      | 27. Blaisy-Bas (21080)                   | 28. Blaisy-Haut (21081)            |
| 29. Bligny-le-Sec (21085)                             | 30. Bourberain (21094)                | 31. Boussenois (21096)                   | 32. Bressey-sur-Tille (21105)      |
| 33. Bretenière (21106)                                | 34. Bretigny (21107)                  | 35. Brochon (21110)                      | 36. Brognon (21111)                |
| 37. Broindon (21113)                                  | 38. Busserotte-et-Montenaille (21118) | 39. Bussières (21119)                    | 40. Bussy-la-Pesle (21121)         |
| 41. Bèze (21071)                                      | 42. Bévy (21070)                      | 43. Bézouotte (21072)                    | 44. Cessey-sur-Tille (21126)       |
| 45. Chaignay (21127)                                  | 46. Chambeire (21130)                 | 47. Chambœuf (21132)                     | 48. Chambolle-Musigny (21133)      |
| 49. Champagne-sur-Vingeanne (21135)                   | 50. Champagny (21136)                 | 51. Champdôtre (21138)                   | 52. Chanceaux (21142)              |
| 53. Charmes (21146)                                   | 54. Chaume-et-Courchamp (21158)       | 55. Chazeuil (21163)                     | 56. Chenôve (21166)                |
| 57. Cheuge (21167)                                    | 58. Chevannes (21169)                 | 59. Chevigny-Saint-Sauveur (21171)       | 60. Cirey-lès-Pontailler (21175)   |
| 61. Clémencey (21178)                                 | 62. Clénay (21179)                    | 63. Cléry (21180)                        | 64. Collonges-lès-Bévy (21182)     |
| 65. Collonges-lès-Premières (21183)                   | 66. Corcelles-les-Monts (21192)       | 67. Corcelles-lès-Cîteaux (21191)        | 68. Couchey (21200)                |
| 69. Courlon (21207)                                   | 70. Courtivron (21208)                | 71. Couternon (21209)                    | 72. Crimolois (21213)              |
| 73. Crécey-sur-Tille (21211)                          | 74. Cuiserey (21215)                  | 75. Curley (21217)                       | 76. Curtil-Saint-Seine (21218)     |
| 77. Curtil-Vergy (21219)                              | 78. Cussey-les-Forges (21220)         | 79. Daix (21223)                         | 80. Dampierre-et-Flée (21225)      |
| 81. Darois (21227)                                    | 82. Dijon (21231)                     | 83. Diénay (21230)                       | 84. Drambon (21233)                |
| 85. Drée (21234)                                      | 86. Détain-et-Bruant (21228)          | 87. Fauverney (21261)                    | 88. Fixin (21265)                  |
| 89. Flacey (21266)                                    | 90. Flagey-lès-Auxonne (21268)        | 91. Flammerans (21269)                   | 92. Flavignerot (21270)            |
| 93. Fleurey-sur-Ouche (21273)                         | 94. Foncegrive (21275)                | 95. Fontaine-Française (21277)           | 96. Fontaine-lès-Dijon (21278)     |
| 97. Fontenelle (21281)                                | 98. Fraignot-et-Vesvrotte (21283)     | 99. Francheville (21284)                 | 100. Frénois (21286)               |
| 101. Fénay (21263)                                    | 102. Gemeaux (21290)                  | 103. Genlis (21292)                      | 104. Gergueil (21293)              |
| 105. Gevrey-Chambertin (21295)                        | 106. Gissey-sur-Ouche (21300)         | 107. Grancey-le-Château-Neuvelle (21304) | 108. Grenant-lès-Sombernon (21306) |
| 109. Grosbois-en-Montagne (21310)                     | 110. Hauteville-lès-Dijon (21315)     | 111. Heuilley-sur-Saône (21316)          | 112. Is-sur-Tille (21317)          |
| 113. Izeure (21319)                                   | 114. Izier (21320)                    | 115. Jancigny (21323)                    | 116. Labergement-Foigney (21330)   |
| 117. Labergement-lès-Auxonne (21331)                  | 118. Lamarche-sur-Saône (21337)       | 119. Lamargelle (21338)                  | 120. Lantenay (21339)              |
| 121. Licey-sur-Vingeanne (21348)                      | 122. Longchamp (21351)                | 123. Longeault (21352)                   | 124. Longecourt-en-Plaine (21353)  |
| 125. Longvic (21355)                                  | 126. Lux (21361)                      | 127. Léry (21345)                        | 128. Magny-Montarlot (21367)       |
| 129. Magny-Saint-Médard (21369)                       | 130. Magny-sur-Tille (21370)          | 131. Les Maillys (21371)                 | 132. Marandeuil (21376)            |
| 133. Marcilly-sur-Tille (21383)                       | 134. Marey-sur-Tille (21385)          | 135. Marliens (21388)                    | 136. Marsannay-la-Côte (21390)     |
| 137. Marsannay-le-Bois (21391)                        | 138. Maxilly-sur-Saône (21398)        | 139. Le Meix (21400)                     | 140. Mesmont (21406)               |
| 141. Messanges (21407)                                | 142. Messigny-et-Vantoux (21408)      | 143. Mirebeau-sur-Bèze (21416)           | 144. Moloy (21421)                 |
| 145. Montigny-Mornay-Villeneuve-sur-Vingeanne (21433) | 146. Montmançon (21437)               | 147. Montoillot (21439)                  | 148. Morey-Saint-Denis (21442)     |
| 149. Mâlain (21373)                                   | 150. Neuilly-lès-Dijon (21452)        | 151. Noiron-sous-Gevrey (21458)          | 152. Noiron-sur-Bèze (21459)       |
| 153. Norges-la-Ville (21462)                          | 154. Oisilly (21467)                  | 155. Orain (21468)                       | 156. Orgeux (21469)                |
| 157. Orville (21472)                                  | 158. Ouges (21473)                    | 159. Panges (21477)                      | 160. Pasques (21478)               |
| 161. Pellerey (21479)                                 | 162. Perrigny-lès-Dijon (21481)       | 163. Perrigny-sur-l'Ognon (21482)        | 164. Pichanges (21483)             |
| 165. Plombières-lès-Dijon (21485)                     | 166. Pluvault (21486)                 | 167. Pluvet (21487)                      | 168. Poiseul-la-Grange (21489)     |
| 169. Poiseul-lès-Saulx (21491)                        | 170. Poncey-lès-Athée (21493)         | 171. Poncey-sur-l'Ignon (21494)          | 172. Pont (21495)                  |
| 173. Pontailler-sur-Saône (21496)                     | 174. Pouilly-sur-Vingeanne (21503)    | 175. Premières (21507)                   | 176. Prenois (21508)               |
| 177. Prâlon (21504)                                   | 178. Quemigny-Poisot (21513)          | 179. Quetigny (21515)                    | 180. Remilly-en-Montagne (21520)   |
| 181. Remilly-sur-Tille (21521)                        | 182. Renève (21522)                   | 183. Reulle-Vergy (21523)                | 184. Rouvres-en-Plaine (21532)     |
| 185. Ruffey-lès-Echirey (21535)                       | 186. Sacquenay (21536)                | 187. Saint-Anthot (21539)                | 188. Saint-Apollinaire (21540)     |
| 189. Saint-Jean-de-Boeuf (21553)                      | 190. Saint-Julien (21555)             | 191. Saint-Léger-Triey (21556)           | 192. Saint-Martin-du-Mont (21561)  |
| 193. Saint-Maurice-sur-Vingeanne (21562)              | 194. Saint-Philibert (21565)          | 195. Saint-Sauveur (21571)               | 196. Saint-Seine-l'Abbaye (21573)  |
| 197. Saint-Seine-sur-Vingeanne (21574)                | 198. Saint-Victor-sur-Ouche (21578)   | 199. Sainte-Marie-sur-Ouche (21559)      | 200. Salives (21579)               |
| 201. Saulon-la-Chapelle (21585)                       | 202. Saulon-la-Rue (21586)            | 203. Saulx-le-Duc (21587)                | 204. Saussy (21589)                |
| 205. Savigny-le-Sec (21591)                           | 206. Savigny-sous-Mâlain (21592)      | 207. Savolles (21595)                    | 208. Savouges (21596)              |
| 209. Segrois (21597)                                  | 210. Selongey (21599)                 | 211. Semezanges (21601)                  | 212. Sennecey-lès-Dijon (21605)    |
| 213. Soirans (21609)                                  | 214. Soissons-sur-Nacey (21610)       | 215. Sombernon (21611)                   | 216. Spoy (21614)                  |
| 217. Talant (21617)                                   | 218. Talmay (21618)                   | 219. Tanay (21619)                       | 220. Tarsul (21620)                |
| 221. Tart-l'Abbaye (21621)                            | 222. Tart-le-Bas (21622)              | 223. Tart-le-Haut (21623)                | 224. Tellecey (21624)              |
| 225. Ternant (21625)                                  | 226. Thorey-en-Plaine (21632)         | 227. Til-Châtel (21638)                  | 228. Tillenay (21639)              |
| 229. Trochères (21644)                                | 230. Trouhaut (21646)                 | 231. Tréclun (21643)                     | 232. Turcey (21648)                |
| 233. Urcy (21650)                                     | 234. Val-Suzon (21651)                | 235. Varanges (21656)                    | 236. Varois-et-Chaignot (21657)    |
| 237. Vaux-Saules (21659)                              | 238. Velars-sur-Ouche (21661)         | 239. Vernois-lès-Vesvres (21665)         | 240. Vernot (21666)                |
| 241. Verrey-sous-Drée (21669)                         | 242. Vieilmoulin (21679)              | 243. Vielverge (21680)                   | 244. Villecomte (21692)            |
| 245. Villers-Rotin (21701)                            | 246. Villers-les-Pots (21699)         | 247. Villey-sur-Tille (21702)            | 248. Villotte-Saint-Seine (21705)  |
| 249. Viévigne (21682)                                 | 250. Vonges (21713)                   | 251. Véronnes (21667)                    | 252. Échannay (21238)              |
| 253. Échevannes (21240)                               | 254. Échigey (21242)                  | 255. Épagny (21245)                      | 256. Épernay-sous-Gevrey (21246)   |
| 257. L'Étang-Vergy (21254)                            | 258. Étaules (21255)                  | 259. Étevaux (21256)                     |                                    |